# 戸矢学
戸矢 学（とや まなぶ、昭和28年（1953年） - ）は、日本の史家・作家。

## 来歴
埼玉県出身。埼玉県立熊谷高等学校、國學院大學文学部神道学科卒。

## 著書
- 『赤の民俗学　「丹」が解き明かす古代秘史』河出書房新社（2024）
- 『鬼とはなにか　まつろわぬ民か、縄文の神か』文庫版　河出書房新社（2024）
- 『ヒルコ　棄てられた謎の神』文庫版　河出書房新社（2024）
- 『最初の神アメノミナカヌシ 海人族・天武の北極星信仰とは』河出書房新社（2023）※全国学校図書館協議会選定図書
- 『熊楠の神　熊野異界と海人族伝説』方丈社（2022）ISBN 978-4910818016
- 『サルタヒコのゆくえ　仮面に隠された古代王朝の秘密』河出書房新社（2022）ISBN-13 978-4309228648
- 『呪術と日本昔ばなし　なぜ桃太郎の家来は犬と猿とキジなのか』かざひの文庫（2022）ISBN-13 978-4867230763
- 『ヤマトタケル　巫覡の王　たった一人の征討とは？』』河出書房新社（2021）ISBN 978-4309228365
- 『神々の子孫　「新撰姓氏録」から解き明かす日本人の血脈』　方丈社（2021）ISBN 978-4908925771
- 『スサノヲの正体　ヤマトに祟る荒ぶる神』河出書房新社（2020）ISBN 978-4309249766　※全国学校図書館協議会選定図書
- 『東京歷史不思議』(『東京ミステリー』中文/繁體版)譯／許郁文　麥浩斯資訊股份有限公司(2020)  ISBN 9789864085828
- 『ニギハヤヒと「先代旧事本紀」　物部氏の祖神』文庫版 河出書房新社（2020）ISBN 978-4309417394
- 『古事記はなぜ富士を記述しなかったのか　藤原氏の禁忌』 河出書房新社（2019）ISBN 978-4309227993
- 『縄文の神が息づく　一宮の秘密』方丈社（2019）ISBN 978-4908925511
- 『鬼とはなにか　まつろわぬ民か、縄文の神か』 河出書房新社（2019）ISBN 978-4309227702　※全国学校図書館協議会選定図書
- 『決定版　ヒルコ　棄てられた謎の神』 河出書房新社（2019） ISBN 978-4309227696
- 『東京ミステリー　縄文から現代までの謎解き1万年史』 かざひの文庫（2019）ISBN 978-4884699598
- 『アマテラスの二つの墓　東西に封じられた最高神』 河出書房新社（2018）ISBN 978-4309227405
- 『オオクニヌシ　出雲に封じられた神』 河出書房新社（2017）ISBN 978-4309227092　※全国学校図書館協議会選定図書
- 『深読み古事記　日本の神話と古代史が100倍おもしろくなる！』 かざひの文庫（2017）ISBN 978-4884699055
- 『三種の神器　天皇の起源を求めて』文庫版 河出書房新社（2016）ISBN 978-4309414997
- 『縄文の神　よみがえる精霊信仰』河出書房新社（2016）ISBN 978-4309226750
- 『増補新版　ニギハヤヒ　「先代旧事本紀」から探る物部氏の祖神』 河出書房新社（2016）ISBN 978-4309226545
- 『神道入門』 河出書房新社（2016）ISBN 978-4309226484
- 『郭璞　「風水」の誕生』 河出書房新社（2015）ISBN 978-4309024363
- 『諏訪の神　封印された縄文の血祭り』 河出書房新社（2014）ISBN 978-4309226156
- 『富士山、2200年の秘密』 かざひの文庫（ISBN 978-4884698201 2014）　※日本図書館協会選定図書
- 『ツクヨミ-秘された神』文庫版 河出書房新社（2014）ISBN 978-4309413174
- 『増補新版　ヒルコ　棄てられた謎の神』 河出書房新社（2014）ISBN 978-4309226118
- 『神道と風水』 河出書房新社（2013）ISBN 978-4309225999
- 『三種の神器　〈玉・鏡・剣〉が示す天皇の起源』 河出書房新社（2012）ISBN 978-4309225838　※全国学校図書館協議会選定図書
- 『ニギハヤヒ　「先代旧事本紀」から探る物部氏の祖神』 河出書房新社（2011）ISBN 978-4309225562
- 『ヒルコ　棄てられた謎の神』 河出書房新社（2010）ISBN 978-4309225333
- 『怨霊の古代史』 河出書房新社（2010）ISBN 978-4309225234
- 『氏神事典 あなたの神さま・あなたの神社』 河出書房新社（2009）ISBN 978-4309225081
- 『カリスマのつくり方』 PHP研究所（2008）ISBN 978-4569702995
- 『天眼─光秀風水綺譚』 河出書房新社（2007）ISBN 978-4309018348
- 『ツクヨミ-秘された神』 河出書房新社（2007）ISBN 978-4309224633
- 『陰陽道とは何か』 PHP研究所（2006）ISBN 4569647642
- 『日本風水』 木戸出版（2005）ISBN 4900406554
- 『卑弥呼の墓』 AA出版（1996）※日本図書館協会選定図書

他

## 共著
- 『つげ義春が語る　旅と隠遁』筑摩書房（2024）
- 『呪術と怨霊の天皇史』 新人物往来社（2012）ISBN 978-4404041517
- 『南方熊楠;開かれる巨人』河出書房新社（2017）ISBN 978-4309227160　※全国学校図書館協議会選定図書

他

## 監修
- 『まんが古事記　愛と涙と勇気の神様ものがたり』ふわこういちろう著　 講談社（2015）ISBN 978-4062194761
- 『古事記ゆる神様100図鑑』松尾たいこ著　 講談社（2014）ISBN 978-4062190282
- 『初心者にもわかる　神社とご利益』 メディアックス（2013）ISBN 978-4862014511

他